# Observatorij Univerze York
Koordinati:   43°46′25.91″N, 79°30′26.27″W
Observatorij Univerze York (angleško York University Observatory; koda IAU H79) je astronomski observatorij v lasti in upravljanju Univerze York v Torontu, Ontario, Kanada. Ima dva daljnogleda v dveh kupolah, dalnogled Schmidt-Cassegrainovega tipa (Meade, 400 mm) in daljnogled Cassegrainovega tipa (600 mm) ter manjše prenosne daljnoglede.
Observatorij so odprli leta 1969. Odprt je tako za raziskovalce kot tudi za ljubiteljske astronome.